# Goodenia nana
Goodenia nana är en tvåhjärtbladig växtart som beskrevs av Kurt Krause. Goodenia nana ingår i släktet Goodenia och familjen Goodeniaceae. Inga underarter finns listade i Catalogue of Life.